# 526
526 (DXXVI) fue un año común comenzado en jueves del calendario juliano, en vigor en aquella fecha.
En el Imperio romano, el año fue nombrado como el del consulado de Olibrio sin colega, o menos comúnmente, como el 1279 Ab urbe condita. 

## Acontecimientos
- Fines de mayo: en Roma, Félix IV (más tarde canonizado) sucede a Juan I (más tarde también canonizado) como papa.
- Entre el 20 y el 29 de mayo: en la región de Siria (parte del Imperio bizantino) sucede un terremoto de 7,0 que deja un saldo de 250.000 muertos.[1]
- 13 de agosto: muere el regente de Hispania, el rey Teodorico Amalo de Italia, rey de los ostrogodos. Su nieto Amalarico, hijo de Alarico II, comienza a reinar entre los visigodos en solitario. Amalarico firma un tratado con Atalarico, también nieto de Teodorico y nuevo rey ostrogodo de Italia, por el cual España queda liberada del tributo a Italia, recupera el tesoro real visigodo de manos de los ostrogodos y fija la frontera entre ambos reinos en el brazo occidental del delta del Ródano. Los visigodos y ostrogodos de España que se habían unido en matrimonio durante la regencia quedan en libertad de elegir su nacionalidad. El rey Amalarico organiza sus posesiones en la Galia en una nueva provincia que se llama Septimania, Narbonense o Galia.
- Fundación del reino sajón de Essex, con capital en Londres.[2]

## Fallecimientos
- 18 de mayo: Juan I (papa)
- Teodorico el Grande, rey de los ostrogodos.